# Серобян, Геворг Владикович
Геворг Владикович Серобян (9 ноября 2002) — российский тяжелоатлет. Четырёхкратный бронзовый призёр чемпионатов России 2022, 2023, 2024 и 2025 годов в категории до 73 и до 81 кг. Мастер спорта России. 

## Биография
Родился 9 ноября 2002 года. Проживает в посёлке Краснолесье Республики Крым. 
В октябре 2021 года присвоено звание звание «Мастер спорта России.
В декабре 2019 года принимал участие в первенстве Европы среди спортсменов не старше 17-ти лет. Одержал победу и установил три новых европейских рекорда. 
На чемпионате России по тяжёлой атлетике 2022 года, который состоялся в Хабаровске, Геворг в первый раз в карьере завоевал бронзовую медаль чемпионата страны в категории до 73 кг, по сумме двоеборья вес составил - 305 килограммов.
На чемпионате России по тяжёлой атлетике 2023 года, который состоялся в Новом Уренгое, Серобян повторил свой успех и завоевал бронзовую медаль чемпионата страны с общим весом на штанге по сумме двух упражнений 316 килограммов.
В июле 2024 года на чемпионате России в Новосибирске в категории до 73 кг Геворг в третий раз подряд стал обладателем бронзовой медали. 
В августе 2025 года на чемпионате России в Санкт-Петербурге в категории до 81 кг завоевал бронзовую медаль с результатом 332 кг по сумме двоеборья. В упражнении "рывок" стал победителем.

## Основные результаты
| Год  | Соревнования     | Место проведения | Весовая категория | Рывок, кг | Толчок, кг | Сумма, кг | Место |
| ---- | ---------------- | ---------------- | ----------------- | --------- | ---------- | --------- | ----- |
| 2022 | Чемпионат России | Хабаровск        | до 73 кг          | 141       | 164        | 305       | 3     |
| 2023 | Чемпионат России | Новый Уренгой    | до 73 кг          | 146       | 170        | 316       | 3     |
| 2024 | Чемпионат России | Новосибирск      | до 73 кг          | 151       | 165        | 316       | 3     |
| 2025 | Чемпионат России | Санкт-Петербург  | до 81 кг          | 155       | 177        | 332       | 3     |